# 沙博洛夫卡站
沙博羅夫卡站（羅馬化：Shabolovskaya）是莫斯科地鐵的一個車站。沙博羅夫卡站是卡盧加－里加線的車站。雖然所在線路段在1962年就已經通車，但沙博羅夫卡站直到1980年才開通。